# بیگر (گووی-آلتای)
بیگر (به لاتین: Biger) یک منطقهٔ مسکونی در مغولستان است که در استان گاوی-آلتای واقع شده‌است. بیگر ۳٬۸۲۶ کیلومتر مربع مساحت دارد.